# وقواق السحالي الجامايكي
وقواق السحالي الجامايكي (الاسم العلمي: Coccyzus vetula)، نوع من أنواع طيور الوقواويق من فصيلة الوقواقية. يستوطن في جامايكا. موائله الطبيعية الغابات الجافة شبه الاستوائية أو الاستوائية وغابات الأراضي الرطبة شبه الاستوائية أو الاستوائية.